# Bala (Wales)
Bala (Y Bala in het Welsh) is een plaats in het Welshe graafschap Gwynedd.
Bala telt 1980 inwoners.

## Geboren
- Christopher Timothy (1940), acteur, regisseur